# Prix Érasme

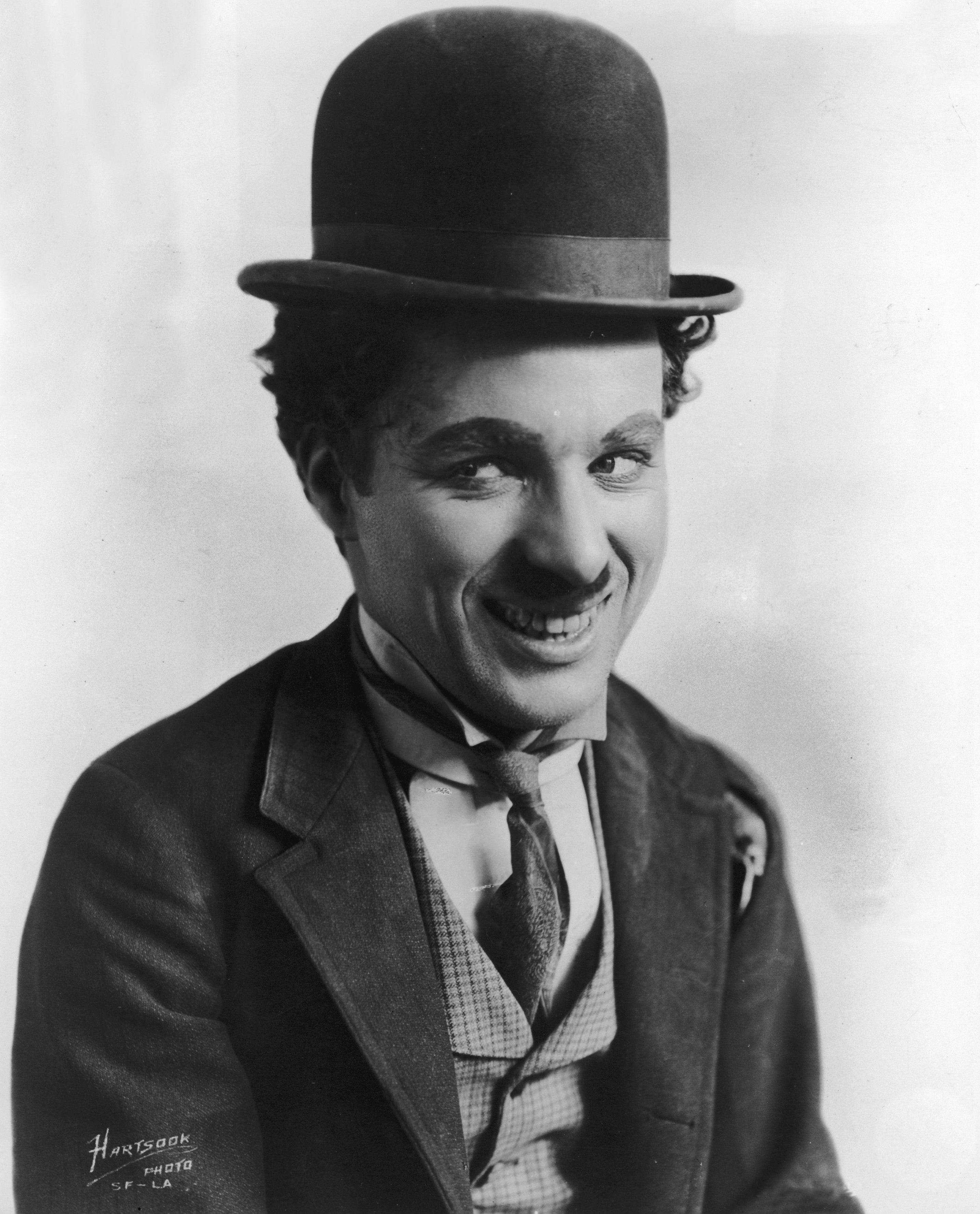
Charlie Chaplin, colauréat en 1965.

Créé en 1958 par le prince Bernhard des Pays-Bas, le prix Érasme ou prix Erasmus récompense des personnes ou des institutions qui ont fortement contribué à la diffusion et à l'image de la culture et des valeurs européennes. Il est décerné annuellement par la Fondation Praemium Erasmianum. C'est un prix très prestigieux, nommé d'après le philosophe Érasme, humaniste de la Renaissance hollandaise.

## Prix et décoration
Pour l'année 2015, le prix est doté d'une récompense de 150 000 euros et d'un trophée conçu par Bruno Ninaber van Eyben en 1995. Ce trophée prend la forme d'un ruban plié en accordéon, avec une plaque en titane à chaque extrémité. Un texte écrit sur le ruban est lisible lorsqu'il est en position ouverte. Ce texte manuscrit est extrait d'une lettre écrite par Érasme à Jean Carondelet le 5 janvier 1523 à Bâle. On peut lire : « variae sunt ingeniorum dotes multae seculorum varietates sunt. quod quisque potest in medium proferat nec alteri quisquam invideat qui pro sua virili suoque modo conatur publicis studiis utilitatis aliquid adiungere », ce qui veut dire : « les cadeaux des hommes de génie sont divers et les époques sont différentes. Faites que chacun puisse révéler l'étendue de ses compétences et que nul ne soit envieux de celui qui, conformément à ses aptitudes et à ses aspirations, tente de contribuer à l'éducation de tous ».

## Cérémonie
La cérémonie se déroule généralement au Palais royal d'Amsterdam, où le prix est présenté par le mécène de la Fondation, le roi Willem-Alexander des Pays-Bas pour l'année 2015. De nombreuses activités académiques et culturelles sont organisées autour de la cérémonie, en coopération avec d'autres institutions universitaires et culturelles. Cela inclut des présentations, des conférences, des ateliers, des expositions, des spectacles de danse, de musique et de théâtre, et d'autres activités éducatives. En outre, un essai sur le lauréat et son sujet de prédilection est également publié.
Le prix a été décerné pour la première fois en 1958. En 53 ans d'existence, il a été décerné 73 fois. Le domaine pour lequel il sera attribué est décidé à l'avance par le conseil de la fondation. Un comité consultatif tient ensuite conseil avec des experts hollandais et étrangers avant de proposer un lauréat. Le choix final du lauréat revient au conseil de la fondation.
Le prix Érasme n'a pas été créé à l'origine pour récompenser les jeunes chercheurs. Toutefois, depuis 1988, la Fondation Praemium Erasmianum décerne des prix d'études pour des travaux doctoraux d'une qualité exceptionnelle dans le domaine des lettres et sciences sociales.

## Lauréats

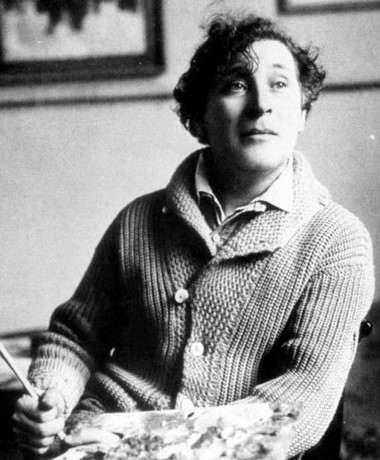
Marc Chagall.

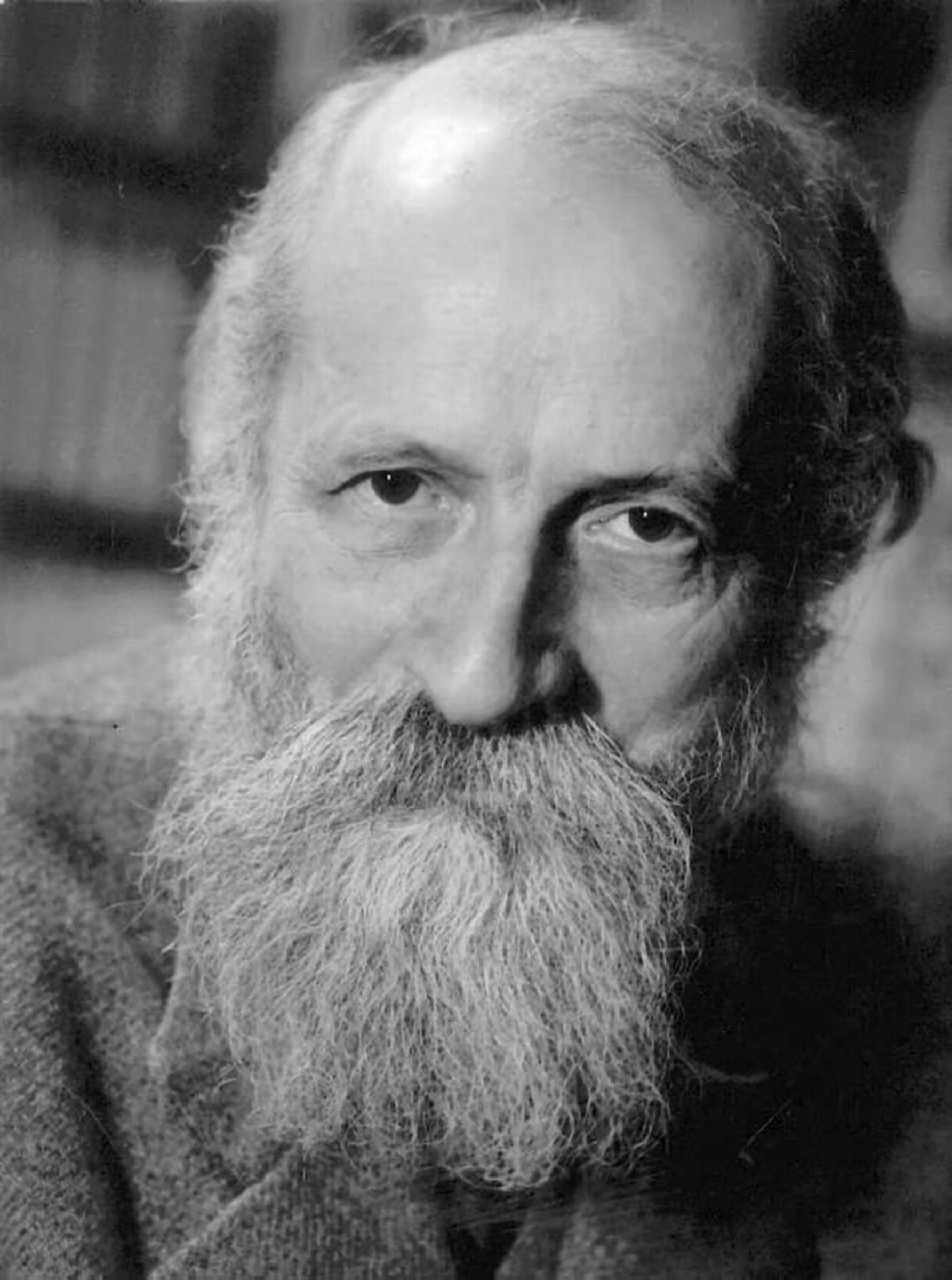
Martin Buber.

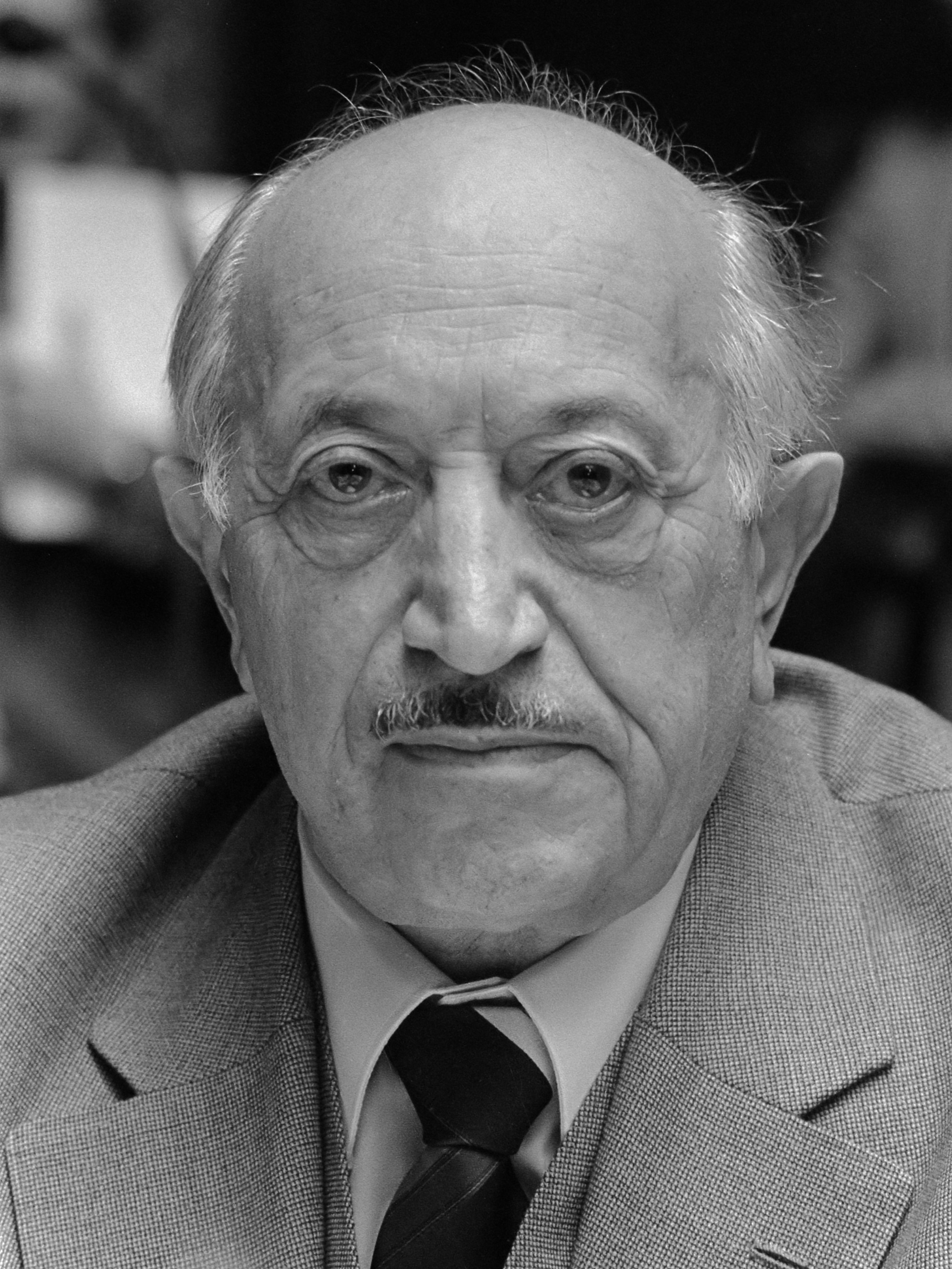
Simon Wiesenthal.

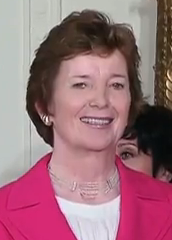
Mary Robinson.

- 1958 : Le peuple autrichien. Décerné à l'université de Milan. Les fonds ont été accordés aux Autrichiens qui étudiaient en Europe, aux étudiants étrangers en Autriche et aux fouilles archéologiques menées à Éphèse.
- 1959 : Robert Schuman, Karl Jaspers
- 1960 : Marc Chagall, Oskar Kokoschka
- 1961 : Romano Guardini
- 1963 : Martin Buber
- 1964 : Union académique internationale
- 1965 : Charlie Chaplin et Ingmar Bergman
- 1966 : René Huyghe
- 1967 : Jan Tinbergen
- 1968 : Henry Moore
- 1969 : Gabriel Marcel, Carl Friedrich von Weizsäcker
- 1970 : Hans Scharoun
- 1971 : Olivier Messiaen
- 1972 : Jean Piaget
- 1973 : Claude Lévi-Strauss
- 1974 : Ninette de Valois, Maurice Béjart
- 1975 : Ernst Gombrich, Willem Sandberg
- 1976 : Amnesty International, René David
- 1977 : Werner Kaegi et Jean Monnet
- 1978 : Théâtre de marionnettes
  - La Marionettistica des frères Napoli
  - Ţǎndǎrica de Margareta Niculescu
  - Théâtre de papier d’Yves Joly
  - Bread and Puppet de Peter Schumann
- 1979 : Die Zeit, Neue Zürcher Zeitung
- 1980 : Nikolaus Harnoncourt et Gustav Leonhardt
- 1981 : Jean Prouvé
- 1982 : Edward Schillebeeckx
- 1983 : Leszek Kołakowski et Marguerite Yourcenar
- 1984 : Massimo Pallottino
- 1985 : Paul Delouvrier
- 1986 : Václav Havel
- 1987 : Alexander King
- 1988 : Jacques Ledoux[2]
- 1989 : Commission internationale de juristes
- 1992 : Simon Wiesenthal
- 1993 : Peter Stein
- 1994 : Sigmar Polke
- 1995 : Renzo Piano
- 1996 : William H. McNeill
- 1997 : Jacques Delors
- 1998 : Peter Sellars et Mauricio Kagel
- 1999 : Mary Robinson
- 2000 : Hans Van Manen
- 2001 : Claudio Magris et Adam Michnik
- 2002 : Bernd et Hilla Becher
- 2003 : Alan Davidson
- 2004 : Sadik Al-Azm, Abdolkarim Soroush, Fatima Mernissi
- 2005 : Simon Schaffer et Steven Shapin
- 2006 : Pierre Bernard
- 2007 : Péter Forgács
- 2008 : Ian Buruma
- 2009 : Antonio Cassese et Benjamin Ferencz
- 2010 : José Antonio Abreu
- 2011 : Joan Busquets
- 2012 : Daniel Dennett
- 2013 : Jürgen Habermas
- 2014 : Frie Leysen. Sur le thème : Théâtre, public et société
- 2015 : Wikipédia et sa communauté[3], qui encouragent « la propagation du savoir par le biais d'une vaste encyclopédie accessible à tous. Pour y parvenir, les fondateurs de Wikipedia ont créé une nouvelle plate-forme démocratique très efficace. Le prix reconnaît spécifiquement Wikipedia en tant que communauté, c'est un projet commun qui associe des dizaines de milliers de bénévoles dans le monde. »
- 2016 : A. S. Byatt
- 2017 : Michèle Lamont
- 2018 : Barbara Ehrenreich
- 2019 : John Adams
- 2021 : Grayson Perry
- 2022 : David Grossman[4]
- 2023 : Trevor Noah
- 2024 : Amitav Ghosh